# Servicii de urgență voluntare
.

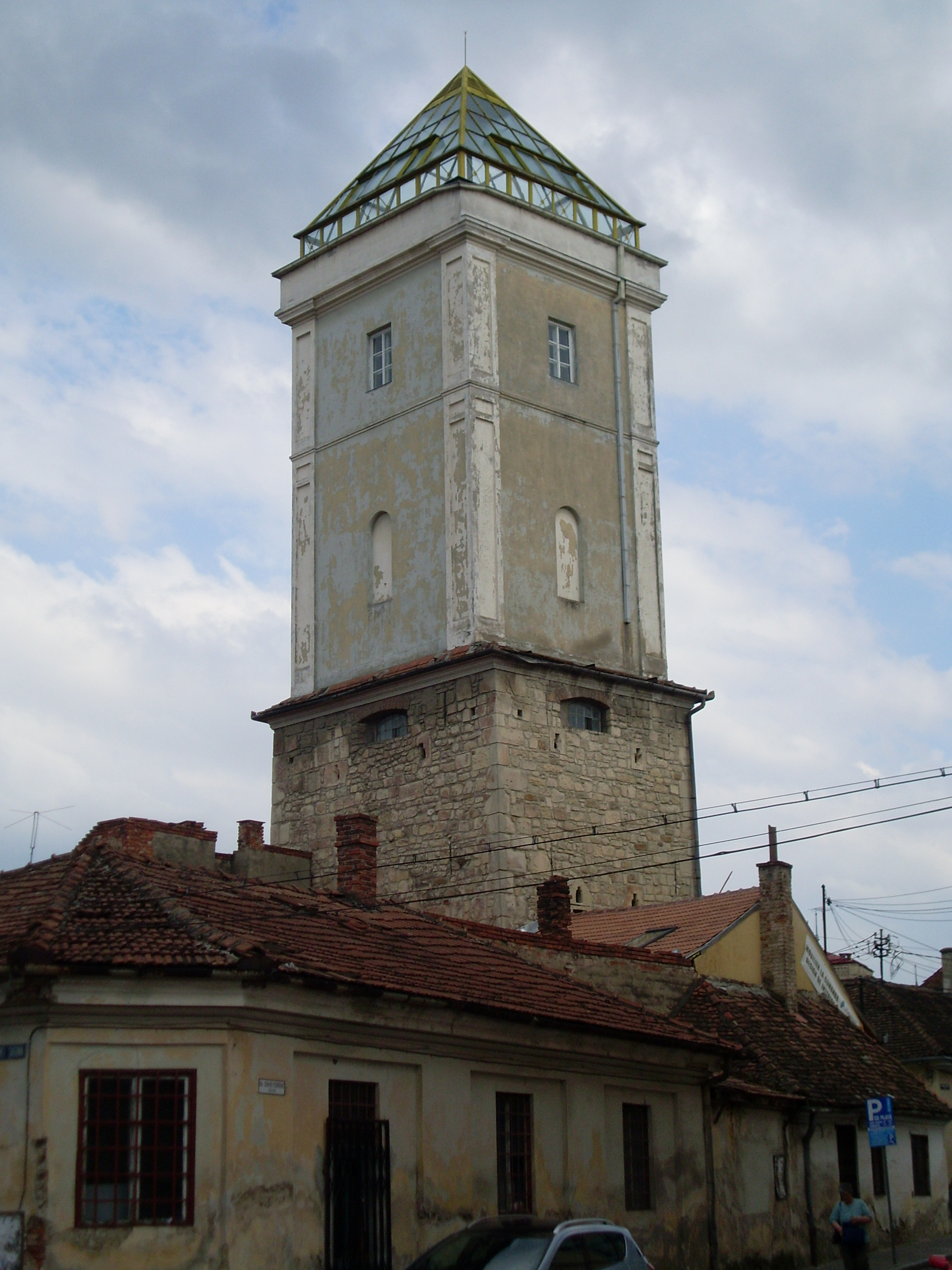
Turnul Lăcătuşilor, transformat în foişor de foc și redenumit Turnul Pompierilor din Cluj-Napoca (2008)

Servicii de urgență voluntare/private sunt structuri specializate, altele decât cele aparținând serviciilor de urgență profesioniste, organizate cu personal angajat și/sau voluntar în sectoarele de competență stabilite cu avizul Inspectoratul județean pentru situații de urgență.
Serviciile voluntare și serviciile private pentru situații de urgență (acronim: SVSU și SPSU), denumite în continuare servicii voluntare și servicii private sunt organizate cu personal angajat și/sau voluntar, în scopul apărării vieții, avutului public și/sau privat în situații de urgență.
Serviciile publice comunitare pentru situații de urgență(S.P.S.U.), denumite în continuare servicii de urgență, sunt structuri specializate în domeniul apărării împotriva incendiilor și protecției civile, subordonate autorităților administrației publice centrale și locale, potrivit prevederilor legale. Serviciile de urgență voluntare se organizează în subordinea consiliilor locale prin unificarea serviciilor publice de pompieri civili și a formațiunilor de protecție civilă din subordinea acestora.
În România serviciile voluntare sânt constituie, potrivit legii, în comune, orașe și municipii, în subordinea consiliilor locale, la primărie, activitatea este condusă de primar.Serviciile private sunt constituie potrivit legii, la operatori economici și instituții.

## Istoric
Formațiile civile de pompieri actual servicii de urgență voluntare s-au organizat atât în timp de pace cât și în timp de război, aceasta s-au afirmat prin înaltă conștiință civică manifestată prin salvarea vieții oamenilor, în apărarea avuției acestora.
Înființarea formațiilor civile de pompieri s-a dezvoltat pe sistemul voluntariatului există înformații că au existat încă din 1835 la Arad. Transilvania încă din primii ani ai secolului al XIX-lea printre care la primăriile localităților din Jimbolia, Gherla și Lipova.
La Bistrița în anul 1874 s-a înființat Societatea bistrițeană a pompierilor voluntari. Cauzele care au fost pentru înființarea acestui corp este datorită faptului că au fost numeroase incendii. Unul mare prin amploarea și pagubele pe care le-a produs a avut loc în februarie 1857 fiind unul dintre cele mai mari din întreaga istorie a orașului. Documentele de arhivă descriu incendiul astfel: „În casa arămierului Dan Berger din strada Lemnelor, în aceeași casă în care a izbucnit și incendiul din anul 1836, se aprinde grajdul la orele 10 seara. În urma vântului care bătea de la Nord Est, foarte curând mai multe case au fost cuprinse de flăcări, iar în decursul unei ore s-a întins și asupra străzii Ungurești, Spitalul Ulița Mare și asupra suburbiei de jos. Chiar și vechile bastioane deasupra părților străzilor Ungurești și Spitalul au luat foc, biserica evanghelică cu turnul ei au luat foc.
Au căzut pradă flăcărilor 148 de case cu grajdurile și șurele lor, precum și mai multe clădiri publice, 236 de familii au rămas fără adăpost pierzându-și tot avutul. Daunele au fost evaluate oficial la 300.000 florinți. A doua zi de Crăciun s-a sfințit cu solemnitate noul clopot turnat la Cluj de Griff Audrashowsky și care cântărea 42 maji”.
În Banat în data de 01 Martie 1879, 11 cetățeni din conducerea comunei hotărăsc înființarea formației voluntare de pompieri cu denumirea de „Uniunea Pompierilor Voluntari din Guttenbrunn” (Zăbrani), actual localitatea este în jud. Arad.
La Timișoara primele formațiuni de pompieri voluntari au apărut în 22 august 1869. Acestea au fost înființate ca unități de pompieri voluntare în cartierele Fabric, Iosefin, Cetate sub conducerea dr. Károly Küttel(1818 – 1875), fost primar al Timișoarei, iar în anul 1893 se înființează și cea de a patra Brigadă în cartierul Mehala.
Remizele de pompieri voluntari din Timișoara din fiecare cartier erau sprijinite de armată, poliție și primărie. În timp, remizele se deosebesc de la cartier la cartier, după: uniformă, drapel, sărbătoarea sfântului protector, după amploarea și data balului anual.
Încă din anii 1716 există documente care ne arată cât de importantă a fost combaterea incendiilor și prezența  cultului protector al pompierilor, Sfântului Florian, sărbătorită anual în 4 august prin procesiunile solemne ținute în Palanca Mică. În cazurile de excepție, cum a fost și incendiul din noaptea de 14 octombrie 1723, care a periclitat și casa generalului Wallis, ajutorul ceresc a fost invocat personal de superiorul iezuiților, care s-a rugat cu crucea în mână pentru stingerea incendiului.

Cazărmile pompierilor la începutul secolului al XX-lea
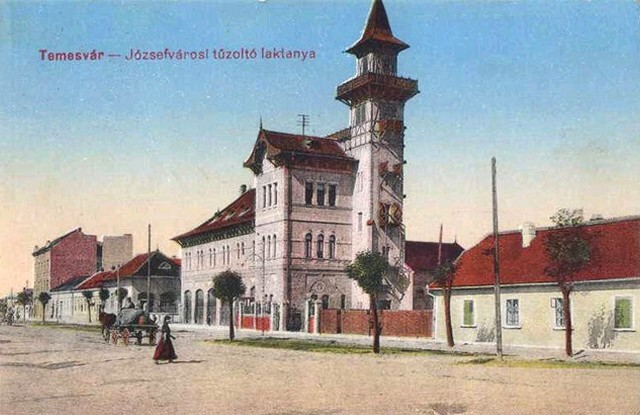
Cazarma din Iosefin în 1912
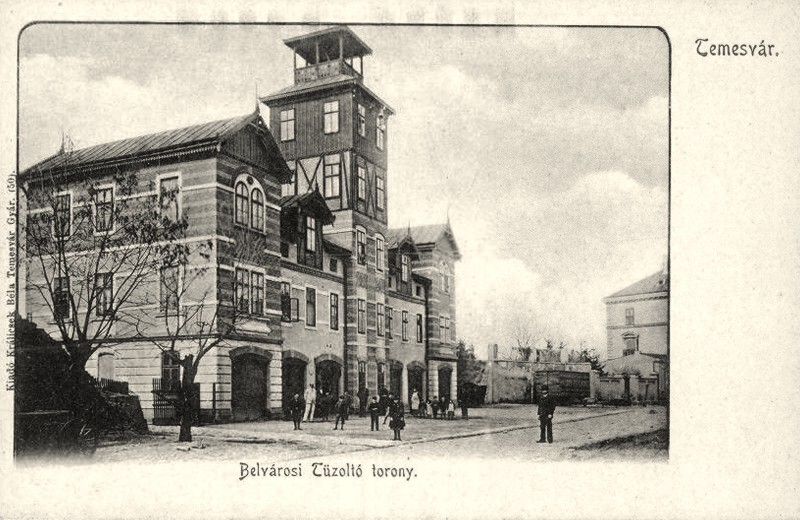
Cazarma din Cetate la 1900
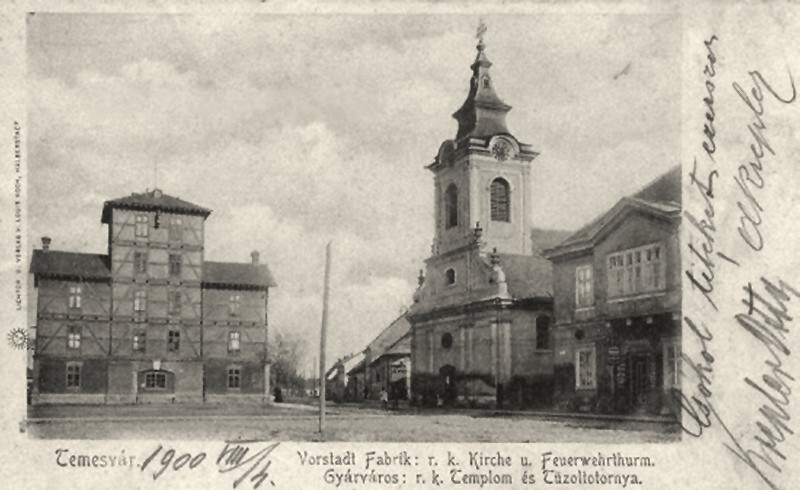
Cazarma din Fabric la 1900

Articol principal :  Pompierii din Timișoara

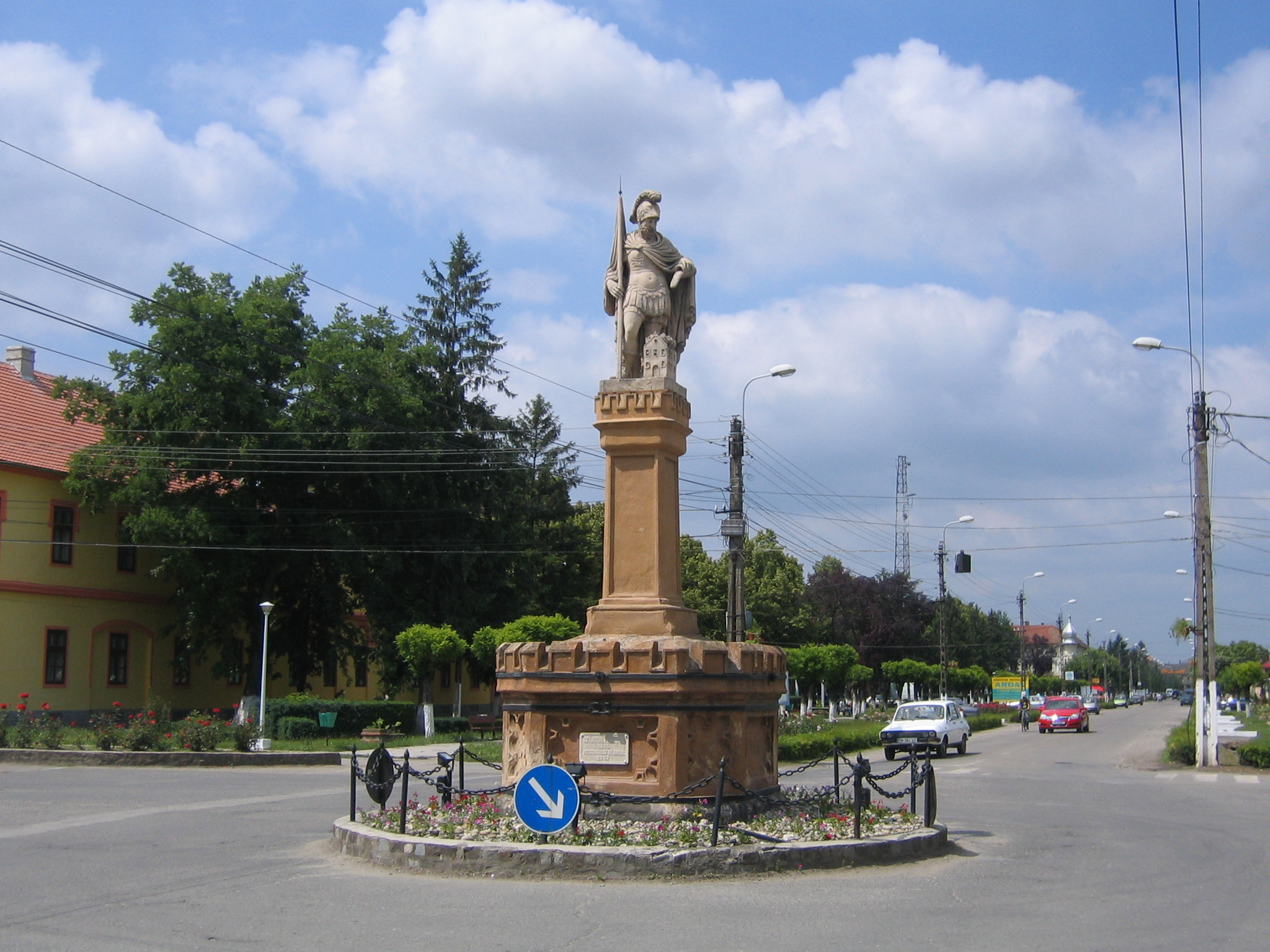
Statuia „Sfântul Florian” din Jimbolia

Sfântul Florian ca sfânt protector împotriva pericolului de foc și inundație, patron al pompierilor, hornarilor, al celor arși de foc ori al celor amenințați de secetă și furtună. Acesta este sărbătorit de o serie de comunități catolice din Arad, Neudorf.
La Aradul Nou există monument Sfântul Florian unde anual, în data de 4 mai, este sărbătorită Ziua Pompierilor de comunitatea catolică cu un pelerinaj religios, omagial. Totodată sărbătoarea constituia un prilej de comemorare a celor care au murit în incendiu din anul 1792, dezastrul a mistuit o mare parte din acea așezare. 
În 1834, la înființarea primei formații civile de pompieri din municipiul Arad, Sfântul Florian devine patronul acesteia ca și a celor care au fost create ulterior. Totodată ziua de 4 Mai este și Ziua Internațională a Pompierilor.
Într-o serie de localități din țară la aceea dată, existau turnuri de veghe care servea condiții prielnice pompierilor sau persoanelor desemnate ca supraveghetori, drept turn de observație și pentru apărarea împotriva incendiilor.Printre acestea se numără Satu Mare, Cluj-Napoca, Jimbolia , Timișoara, etc.
Turnul Pompierilor din Cluj-Napoca a fost construit în anul 1574 în cadrul celei de-a doua incinte medievale de apărare a orașului. Turnul Pompierilor împreună cu o porține de zid este unul din puținele fragmente din a doua incintă medievală de apărare a Clujului care se mai păstrează și astăzi. 
Respectiva poartă a supraviețuit deoarece în secolul al XIX-lea a fost înălțată și folosită până la începutul secolului al XX-lea de pompieri pentru supravegherea orașului, de aici provenind și numele actual: Turnul Pompierilor. După ce a încetat a mai fi folosit ca punct de observare a incendiilor, turnul a găzduit Muzeul Pompierilor, care o perioadă nu a mai funcționat.
În anul 2017 Primăria Cluj-Napoca a început un proces amplu de reabilitare a acoperișului, acesta a fost înlocuit cu unul de sticlă și cu o terasă, iar azi este un de observator urban.
Din documentele vremii reiese că cetatea Cluj, în urma hotărârii Sfatului Orașului, are începând cu data de 17 mai 1585, observatori permanenți pentru semnalizarea incendiilor, folosindu-se în acest scop Bastionul Țesătorilor. Se menționează, printre altele: “S-a observat că incendiile izbucnesc foarte des și trompetul care este însărcinat este complet lipsit de conștiinciozitate. Pentru înlăturarea pericolului, primarul va angaja doi observatori care, sub prestare de jurământ vor veghea necontenit în turn pentru semnalizarea apariției incendiilor”.
Tot pentru alarmare, obștea din orașul Gherla avea un regulament foarte precis, semnalul de alarmă fiind dat de clopotul bisericii sau prin strigăte. Toți bărbații sănătoși erau obligați ca, la auzul semnalului, să se îndrepte în direcția respectivă cu uneltele adecvate stingerii incendiilor. 
După apariția Legii 307/2006 privind apărarea împotriva incendiilor cu modificările ulterioare apar si alte ordine ale M.A.I. care reglementează organizarea serviciilor voluntare și private respectiv constituirea, încadrare și dotarea acestora pentru situații de urgență, etc.

## Compunere
.

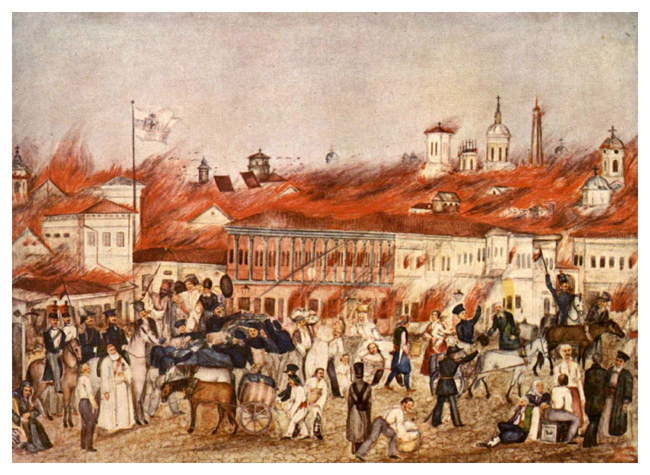
Marele incendiu din București, 1847

Structura organizatorică generală a unui serviciu voluntar sau a unui serviciu privat se compune din
- comandă;
- compartiment pentru prevenire;
- una sau mai multe formații de intervenție;
- compartiment atelier propriu de întreținere și reparații;
- dispecerat.

Compartimentul pentru prevenire
Acesta se dimensionează cu personal, astfel încât să asigure:
- un specialist pentru toate instituțiile publice și operatorii economici din subordinea consiliilor locale;
- un specialist la fiecare 500 de gospodării și/sau clădiri de locuit colective, în mediul rural;
- un specialist la fiecare 1.000 de gospodării și/sau clădiri de locuit colective, în mediul urban.

Din compartimentul pentru prevenire poate face parte și personalul grupei/grupelor de intervenție/echipelor specializate, precum și personalul care deține competențe certificate pentru a desfășura activități de verificare, curățare și reparare a coșurilor de fum.
Formație de intervenție
Formație de intervenție este structură de intervenție care are în compunere o grupă/grupe de intervenție și/sau echipă/echipe specializate și care își desfășoară activitatea într-un singur sector de competență;
Structura organizatorică generală se particularizează în funcție de tipul serviciului voluntar sau al serviciului privat, stabilit potrivit criteriilor de performanță.
Echipe specializate serviciu
Echipele specializată în cadrul serviciului sunt:
- stingerea incendiilor;
- avertizare, alarmare, transmisiuni;
- căutare, deblocare;
- salvare-evacuare și prim ajutor;
- sanitară;
- intervenție la inundații;
- logistic.

Echipele specializate în cazul situațiilor de urgență se determinate în funcție de toate tipurile de riscuri identificate și se încadrează cu minimum 3 persoane, care include și șeful echipei specializate.
Echipa specializată de stingerea incendiilor nu se constituie pentru serviciile voluntare constituite în cadrul unităților administrativ-teritoriale care au obligația dotării cu autospeciale de stingere cu apă și spumă;
Grupa de intervenție
Grupa de intervenție care încadrează o autospecială de capacitate medie sau mare este compusă din șef grupă de intervenție, 3 servanți pompieri și conducător autospecială.
În situația în care programul serviciului voluntar este organizat în ture de serviciu, încadrarea echipei specializate este obligatorie pentru fiecare tură.
Regulamentul de organizare și funcționare a serviciilor voluntare și a serviciilor private este emis, după caz, de consiliile locale sau conducerile operatorilor economici și instituțiilor care au constituit serviciile unde sunt potrivit legii, unde sunt prevăzute și sarcini suplimentare pentru pompierii voluntari.
Constituirea, încadrarea și dotarea serviciului de urgență voluntar/private se realizează pe baza criteriilor de performanță elaborate de Inspectoratul General și aprobate prin ordin al ministrului afacerilor interne.

## Conducere

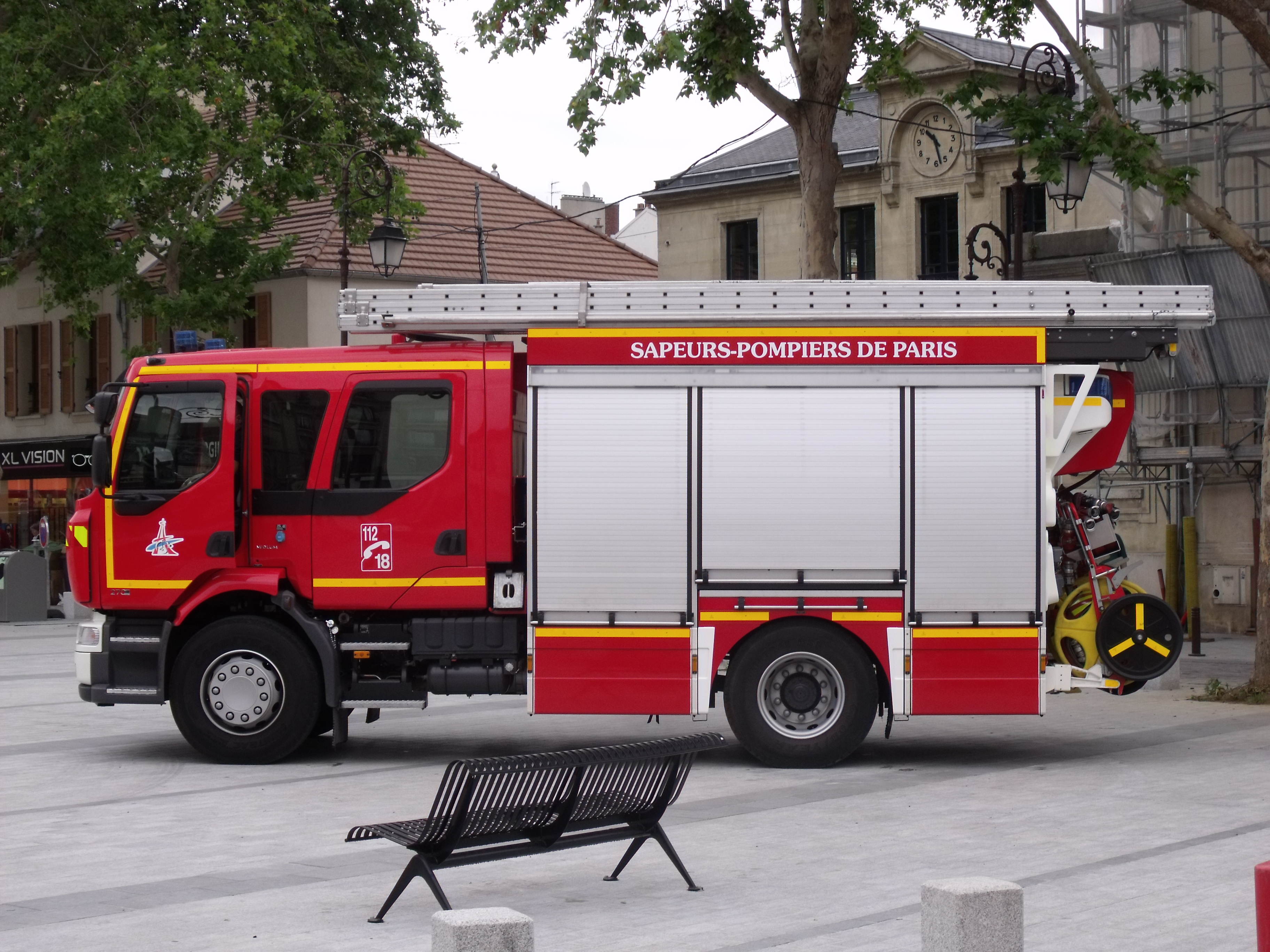
Autospecială pentru stingerea incendiilor(furgonetă) - Franța

- Serviciul de urgență voluntar funcționează la nivel local, iar activitatea acestora este condusă de către primar prin consiliu local care trebuie să asigure echiparea și dotare cu tehnica și echipament individual de protecție a serviciului de pompieri potrivit legii. În cazul unui incendiu voluntarii sunt anunțați telefonic, alarmă sau prin intermediul stației locale de pompieri.
- În localitățile unde nu sunt servicii profesioniste pentru de urgență situații de urgență, primarul are obligația să coordoneze organizarea permanentă a intervenției în caz de incendiu la nivelul unității administrativ-teritoriale, să asigure participarea la intervenție a serviciului voluntar de urgență cu mijloacele din dotare și conducerea intervenției, până la stingerea incendiului ori până la sosirea forțelor inspectoratului.
- Primarul trebuie să asigure condițiile pentru participarea la concursuri a serviciilor de urgență voluntare și a cercurilor de elevi Prietenii pompierilor[1];

Activitatea serviciilor de urgență voluntare constituite în subordinea consiliilor locale este condusă de profesioniști în domeniu, salariați ai administrației publice locale. 
Conducerea intervenția se realizează gradual, astfel
- alarmarea serviciului voluntar, concomitent cu anunțarea/alertarea structurilor profesioniste de intervenție ale inspectoratului competent teritorial, precum și, după caz, a entității cu care a fost încheiat contract, convenție de colaborare sau protocol;
- realizarea intervenției propriu-zise de către serviciul voluntar;
- acordarea de sprijin la intervenție, cu tehnică și personal specializat, de către entitatea cu care a fost încheiat contract, convenție de colaborare sau protocol;
- participarea la intervenție, cu tehnică și personal specializat, a structurilor profesioniste de intervenție ale inspectoratului competent teritorial.

Funcția de șef serviciu voluntar și se încadrează, în mod obligatoriu, cu personal angajat pe această funcție, iar funcția de conducător autospecială se încadrează cu personal angajat pe această funcție sau cu personal angajat pe alte funcții în cadrul autorității publice locale, care deține competențele specifice funcției, atestate potrivit reglementărilor în vigoare.

## Atribuții și drepturi
Atribuții

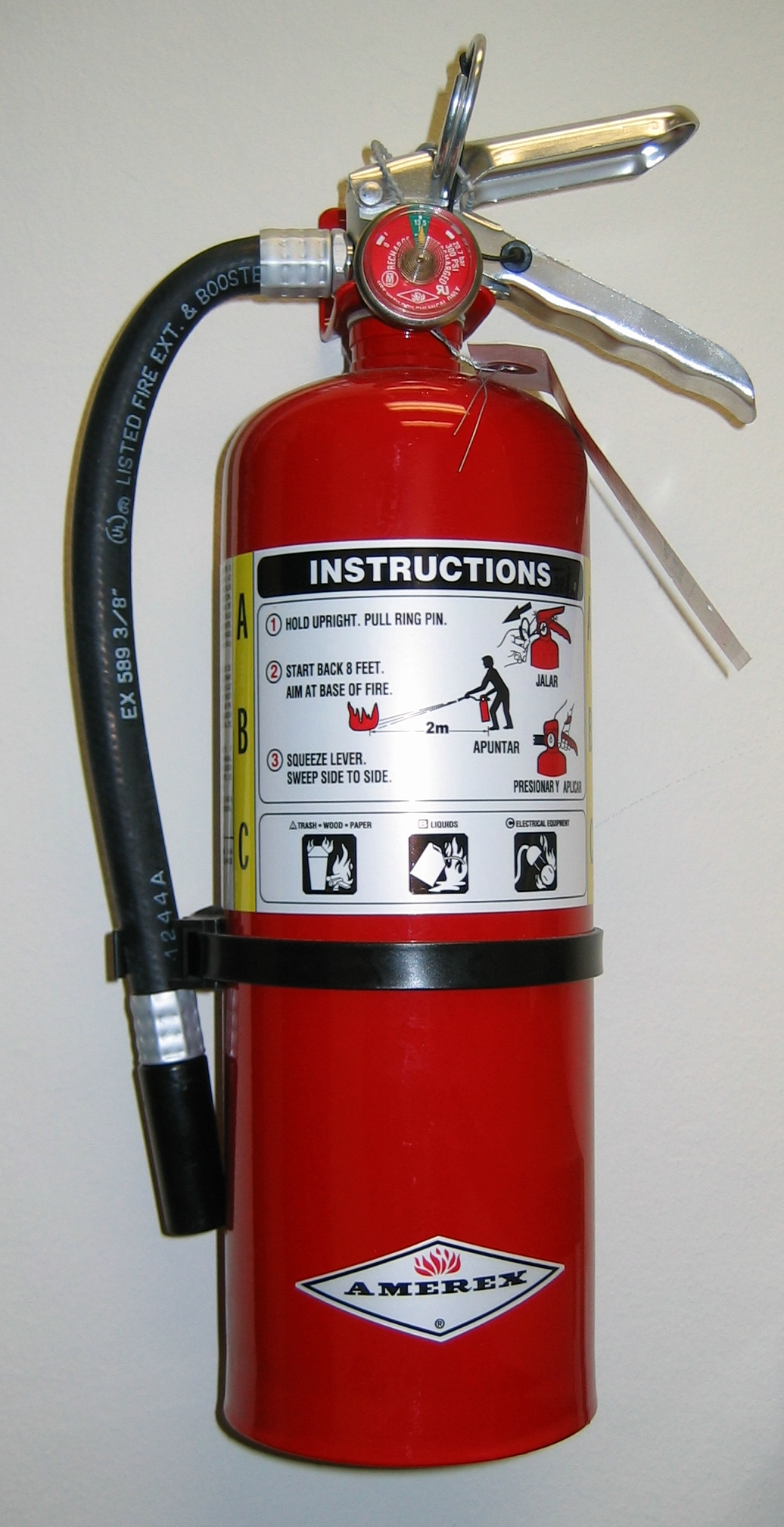
Stingător cu pulbere

- desfășoară activități de informare și instruire privind cunoașterea și respectarea regulilor și a măsurilor de apărare împotriva incendiilor;
- verifică modul de aplicare a normelor, reglementărilor tehnice și dispozițiilor care privesc apărarea împotriva incendiilor, în domeniul de competență;
- asigură intervenția pentru stingerea incendiilor, salvarea, acordarea primului ajutor și protecția persoanelor a animalelor și a bunurilor periclitate de incendii, sau în alte situații de urgență;
- Serviciile voluntare și private intervin singure sau în cooperare cu structurile profesioniste de intervenție ale inspectoratului competent teritorial.
- Atunci când intervin singure, șeful serviciului voluntar/serviciului privat notifică inspectoratul în a cărui zonă de competență se află, în termen de maximum 5 ore de la finalizarea intervenției[1][2].

Drepturi
Consiliu local, administratorul sau conducătorul instituției asigură gratuit personalului serviciilor de urgență voluntare și/sau private uniforma și echipamentul de protecție adecvate misiunilor pe care le îndeplinește, iar în cazul în care pe timpul intervenției i s-au degradat îmbrăcămintea ori alte bunuri personale, îl despăgubește în mod corespunzător. Pe timpul intervenției, personalului serviciilor de urgență voluntare și/sau private i se asigură antidot adecvat naturii mediului de lucru.
Pe timpul cât se află la cursuri de pregătire și concursuri profesionale organizate în afara localității în care funcționează serviciul, personalul serviciilor de urgență voluntare beneficiază de toate drepturile de deplasare, cazare și de diurnă ca și personalul serviciilor de urgență profesioniste. Personalul serviciilor de urgență voluntare, salariați ai altor instituții publice sau operatori economici, își păstrează drepturile de salariu la locul de muncă pentru perioada cât participă la intervenții, cursuri de pregătire ori concursuri profesionale.
Persoanele juridice care organizează servicii de urgență voluntare și/sau private au obligația să asigure personalul angajat sau voluntar, la o societate de asigurări pentru caz de boală profesională, accident ori deces produs în timpul sau din cauza îndeplinirii atribuțiilor ce îi revin pe timpul intervențiilor, concursurilor profesionale, antrenamentelor ori altor misiuni specifice. 

## Activități

### Prevenire
Activitatea prevenire se realizează anual de către șeful serviciului voluntar pentru situații de urgenta, prin Graficul de control si Graficul de informare publica, pe baza Programului de masuri in vederea acordării asistentei pentru prevenirea situațiilor de urgenta la gospodăriile populației si evidentei operatorilor economici din subordinea consiliului local si a instituțiilor publice din sectorul de competenta si se aproba de către primar.  Activitatea de prevenire se realizează prin personalul din compartimentului de prevenire, al cărui număr este dimensionat conform reglementarilor tehnice specifice.
Controalele se finalizează: 
- prin consemnarea neregulilor în  carnete cu constatările rezultate din controale, cele de la gospodăriile populației;
- prin nota de control cele de la instituțiile publice și operatorii economici din subordinea consiliului local[18].

### Pregătire
- Pregătirea personalului serviciilor voluntare și al serviciilor private se realizează prin: programe de pregătire, instruiri, convocări, verificări, exerciții și concursuri profesionale, care se cuprind în Planul de pregătire în domeniul situațiilor de urgență, întocmit potrivit Structurii-cadru, aprobată prin Ordinul inspectorului general al Inspectoratului General pentru Situații de Urgență, publicat pe pagina de internet a Inspectoratului General pentru Situații de Urgență la secțiunea Legislație.
- Coordonarea activității de pregătire a personalului serviciilor voluntare și al serviciilor private se execută de inspectoratele în a căror zonă de competență se află acestea.
- Programele de pregătire și exercițiile din Planul de pregătire în domeniul situațiilor de urgență prevăzut la alin. de mai sus se stabilesc în funcție de tipurile de risc identificate în sectorul de competență și de particularitățile intervenției.
- Serviciile voluntare și serviciile private dețin, în vederea antrenării personalului, baze de pregătire proprii, dotate cu aparate, utilaje și echipamente specifice intervenției în situații de urgență, inclusiv pentru concursurile profesionale, sau pot încheia protocoale de colaborare cu alte servicii voluntare sau servicii private deținătoare de astfel de baze de pregătire.

Pe baza hotărârii consiliului local și în condițiile prevăzute de lege, serviciul de urgență voluntar poate presta contra cost către orice persoană fizică sau juridică, fără a afecta îndeplinirea atribuțiilor, unele servicii cum sunt:
- supravegherea măsurilor de apărare împotriva incendiilor la târguri, expoziții, manifestări cultural-sportive, activități de filmare și altele asemenea;
- transport de apă, evacuarea apei din subsolurile clădirilor sau din fântâni;
- limitarea, colectarea sau îndepărtarea unor produse poluante;
- efectuarea de lucrări la înălțime;
- transport de apă[2].

### Concursuri profesionale servicii voluntare
.

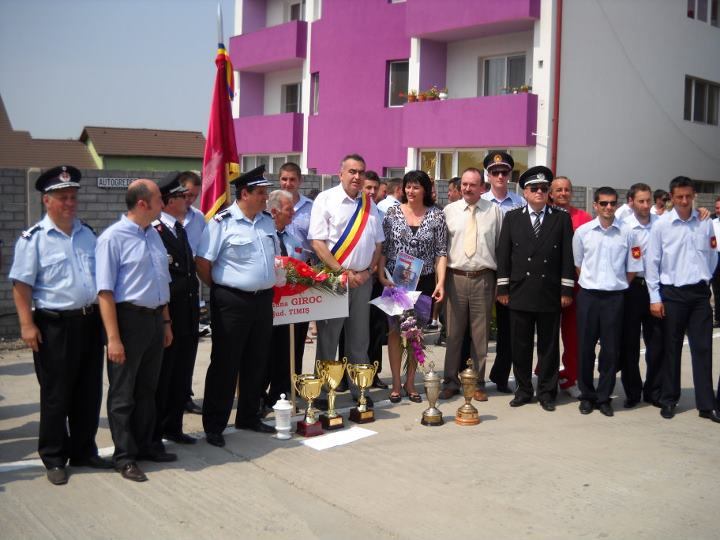
Lotul SVSU com. Giroc campioni ai concursurilor profesionale ale serviciilor voluntare din România în anul 2010 desfășurat la Timișoara și Giroc din jud. Timiș, alături de personalități și autorități

Concursurile se organizează anual și au ca obiective:
- dezvoltarea și perfecționarea aptitudinilor necesare îndeplinirii acțiunilor de intervenție în situații de urgență;
- evaluarea nivelului de pregătire a capacității de intervenție a serviciilor voluntare și private pentru situații de urgență;
- popularizarea, în rândul cetățenilor, a unor aspecte din activitățile desfășurate de serviciile de pompieri;
- dezvoltarea și îmbunătățirea relațiilor de colaborare între serviciile de pompieri[19].

Locurile de desfășurare a „Concursurilor naționale ale serviciilor voluntare pentru situații de urgenta”(S.V.S.U.) respectiv (S.P.S.U.) din 2007, anul și campioana națională
- 1 – Ploiești - 2007 – SVSU, com. Giroc, jud, Timiș

- 2 – Gherla - 2008 – SVSU, com. Giroc, jud, Timiș

- 3 – Odorheiul Secuiesc - 2009 – SVSU, com. Giroc, jud, Timiș

- 4 – Timișoara - 2010 – SVSU, com. Giroc, jud, Timiș

- 5 – Târgu Secuiesc - 2011, S.V.S.U. com. Brodina – jud. Suceava

- 6 – Suceava - 2012 - S.P.S.U. com. Brodina – jud. Suceava;

- 7 - Piatra Neamț - 2013, S.P.S.U. com. Popești – Jud. Bihor;

- 8 - Râmnicu Vâlcea - 2014, S.P.S.U. com. Lespezi, Jud. Iași;

- 9 - Iași 2015 - S.P.S.U. com. Brodina, jud. Suceava;

- 10 - Brăila – 2016 - S.P.S.U. com. Lespezi, Jud. Iași;

- 11 - Sibiu 2017 -  S.P.S.U. com. Lespezi, Jud. Iași;

- 12 - Brașov - 2018 - S.P.S.U. com. Lespezi, Jud. Iași;

- 13 - Ploiești - 2019 - S.P.S.U. com. Săbăoani, jud. Neamț;

- 14 - În perioada 2020 – 2021 nu s-au ținut concursuri datorită pandemiei de Covid19;

- 15 - 2022 Arad - S.P.SU. com. Lespezi, Jud. Iași;

Competiții Internaționale Pompieri
Lotul României prin I.G.S.U. cu sprijinul după caz a autorităților locale județene și naționale a participat la Olimpiada Pompierilor(Competiția Internațională a Pompierilor) cu un echipaj la Servicii Voluntare Pompieri organizate în următorii ani și țări:
- 2013 Franța,Mulhouse – SVSU Giroc, jud. Timiș[21];;
- 2015 Polonia, Opole;
- 2017 Austria, Villach - SVSU Lespezi, jud. Iași[22].
- 2022 Slovenia - Celje - SVSU Săbăoani, jud. Neamț[23];

Prietenii pompierilor

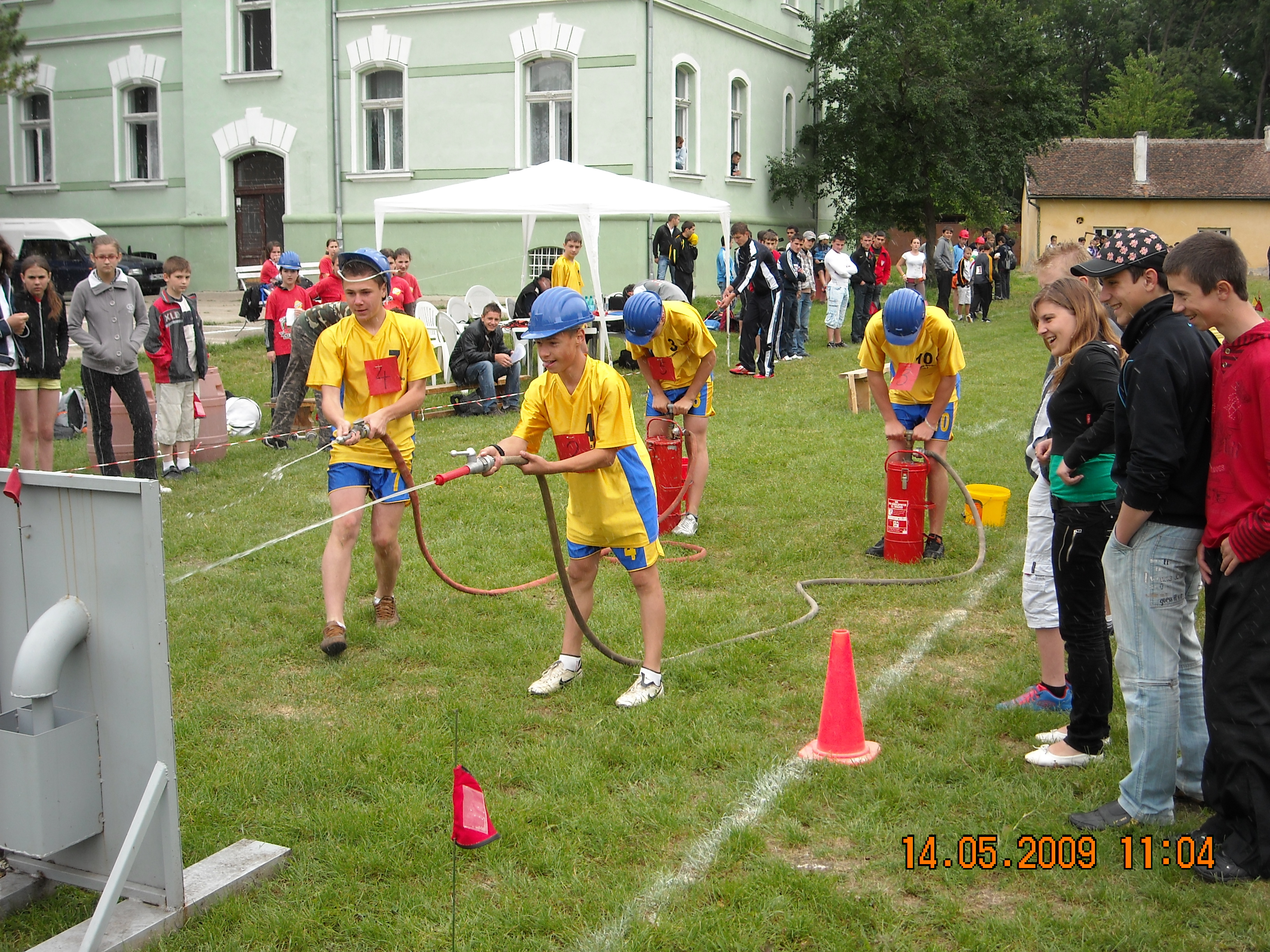
Concurs cercuri de elevi „Prietenii pompierilor” Timișoara, etapa județeană 2009

Prietenii pompierilor sunt cercuri de elevi din școli organizate de inspectoratele școlare județene și inspectoratele pentru situații de urgență județene (ISU)  prin care copiilor li se dezvoltă capacităților de înțelegere și de apreciere a pericolelor generate de situații de urgență pentru viață și mediu, precum și ce au de făcut în astfel de situații. Pompierii prin activitățile pe care le fac au ca scop să se promoveze în rândul școlilor sau sub diferite forme (cercuri, concursuri, prezentare de materiale, campanii de informare, demonstrații practice etc.), pentru atragerea elevilor(tineretului) care pot devenii viitoarea generație de pompieri. 
Anual se organizează și desfășoară concursurile cu tematica de protecție civila ,Cu viața mea apar viața", respectiv de prevenire și stingere a incendiilor ,Prietenii pompierilor", în baza regulamentelor de organizare și desfășurare, elaborate, în parteneriat, de Ministerul Educației Naționale și Ministerul Afacerilor Interne.

### Formare, evaluare
Formarea, evaluarea și certificarea competenței profesionale a personalului serviciilor de urgență voluntare sau private se realizează de centre de formare și evaluare abilitate prin lege, avizatede către Inspectoratul General pentru Situații de Urgență. Pompierii fac parte din Grupa de baza 5411 în Nomenclatorul ocupațiilor din România și funcțiile specifice serviciilor voluntare și serviciilor private cod COR sunt: 
- șef serviciu voluntar/privat pentru situații de urgență (541901);
- șef compartiment pentru prevenire (541101), cadru tehnic p.s.i. - (541902);
- șef formație de intervenție (541102);
- șef grupă de intervenție (541105);
- șef echipă specializată (541106);
- specialist pentru prevenire (541103);
- conducător autospecială;
- servant pompier (541104);
- electromecanic auto;
- operator în verificarea, întreținerea și repararea autospecialelor destinate apărării împotriva incendiilor (742104);
- dispecer/telefonist[26].

În Clasificarea ocupațiilor din România, de exemplu ocupația de servant pompier are codul 541104 și impune nivelul de instruire 2, adică studii medii.Personalul angajat pe funcții specifice trebuie să dețină calificarea sau competențele profesionale ale acelor funcții, atestate potrivit reglementărilor în vigoare.
Șeful serviciu voluntar/privat pentru situații de urgență poate să fie cel care are certificat de pompier specialist în condițiile prevederilor legale.

### Finanțare
- Finanțarea cheltuielilor curente și de capital aferente activității serviciilor de urgență voluntare se asigură din bugetele locale.
- Finanțarea cheltuielilor curente și de capital aferente activității serviciilor de urgență private se asigură de operatorii economici și instituțiile care le-au constituit[1].

## Sărbători
Cu ocazia Zilei Pompierilor din România - 13 septembrie și a Zilei Protecției Civile din România - 28 februarie  
autoritățile administrației publice centrale și locale, agenții economici și instituțiile  acorda sprijin material și financiar în organizarea și desfășurarea concursurilor profesionale, a ceremoniilor și a altor acțiuni specifice ocazionate de aceste evenimente. Inspectoratele, formațiile de cadeți, cercurile aplicative de protecție civilă, precum și cercurile "Prietenii pompierilor" participă, cu echipe reprezentative, la concursuri profesionale și sportive internaționale.

## Patronul spiritual al Pompierilor din România

Statuia „Pompierul” din Suceava

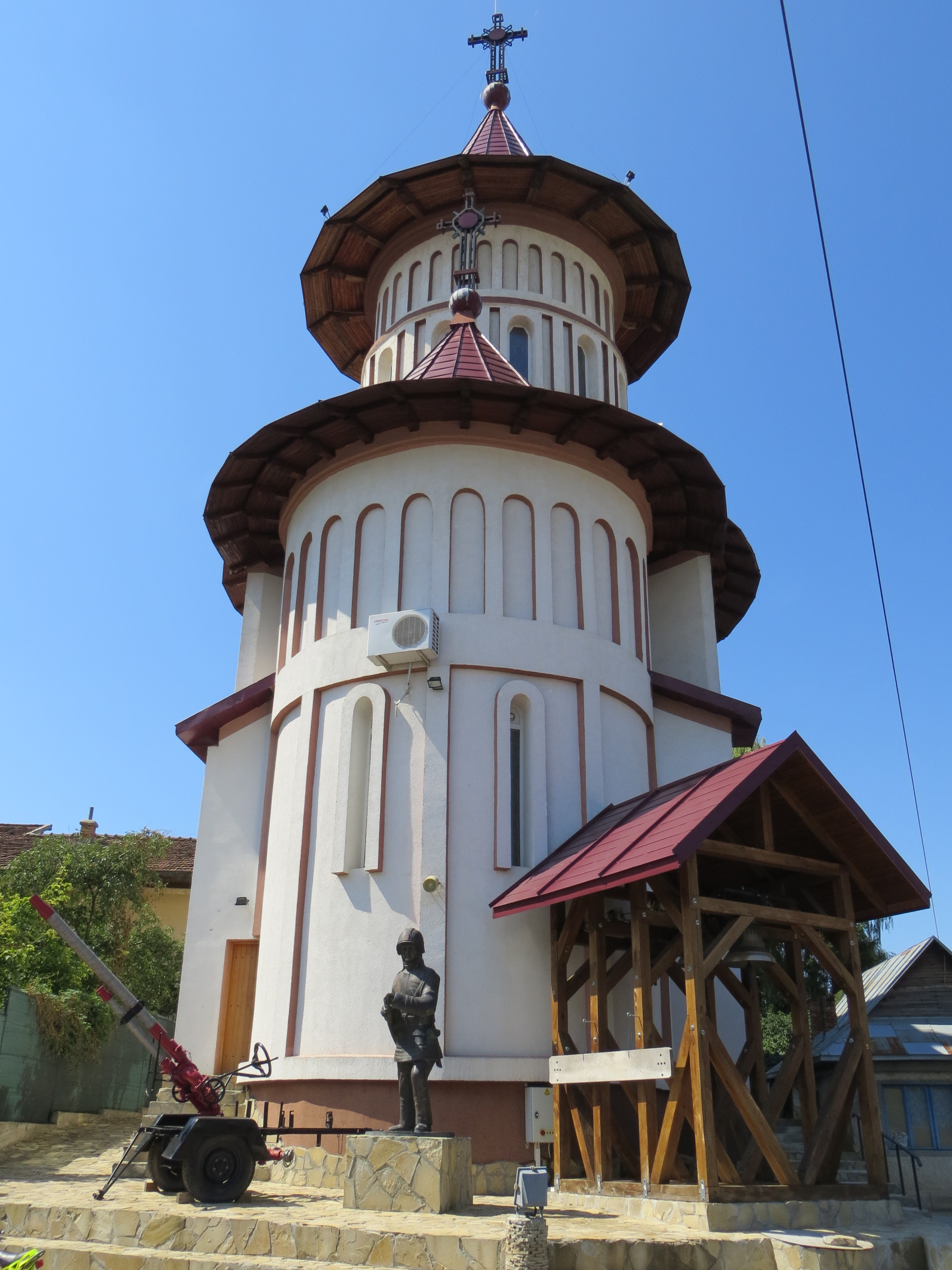
Biserica militară Sfântul Ierarh Iosif cel Nou de la Partoș și statuia

Sfântul Iosif cel Nou de la Partoș fost Mitropolit al Timișoararei și ocrotitorul Banatului, este patronul spiritual al Pompierilor din România, în această calitate a săvârșit mai multe minuni, printre care stingerea unui puternic incendiu în anul 1653, provocat de armata otomană ce cuprinsese o parte a Timișoarei. „Ieșind din biserică cu Sfintele Taine în mâinile sale și rugându-se cu lacrimi, îndată a trimis Dumnezeu o ploaie puternică și s-a stins focul”. Pentru faptele sale ziua de 15 septembrie a fost trecută in calendarul ortodox, precum si in slujba din Minei iar în Biserica Ortodoxă Română anual se face pomenire a acestuia. Nu peste mult timp, in anul 1965, Sfântul Sinod al Bisericii ortodoxe Sârbe a hotărât ca numele lui sa fie introdus in calendarele si slujbele acestei Biserici surori, ca mărturie venerației de care se bucura in întreg Banatul si chiar in afara lui.
La Suceava a fost construită Biserica militară Sfântul Ierarh Iosif cel Nou de la Partoș iar în fața acestuia Statuia „Pompierul”, un monument închinat tuturor pompierilor suceveni, dar și memoriei pompierilor militari căzuți în bătălia din Dealul Spirii din 13 septembrie 1848.

## Eveniment
În data de 8 mai 2024, în Sala Clio a Complexului Muzeal Arad a fost deschisă expoziția „Istoria pompierilor civili arădeni” și a fost lansat și un  muzeu virtual istoric al pompierilor din jud. Arad care este reprezentat de o clădire, un spațiu cu destinație specială unde sunt prezentate sau depozitate obiecte, documente cu ceea ce s-a întâmplat in istoria pompierilor din jud. Arad de-a lungul evoluției societății. Acest muzee virtual  răspunde necesităților spațiale și temporale, dar și un progres uimitor al culturii promovate prin intermediul internetului.

## Serviciu privat
Serviciu privat pentru situații de urgență funcționează la nivelul operatorilor economici și instituțiilor care desfășoară activități cu risc de incendiu, conform criteriilor de performanță elaborate potrivit legii.

## Galerie

Pompă de stingere a incendiilor acţionată manual (tulumbă), expusă în parcul din Geoagiu-Băi;
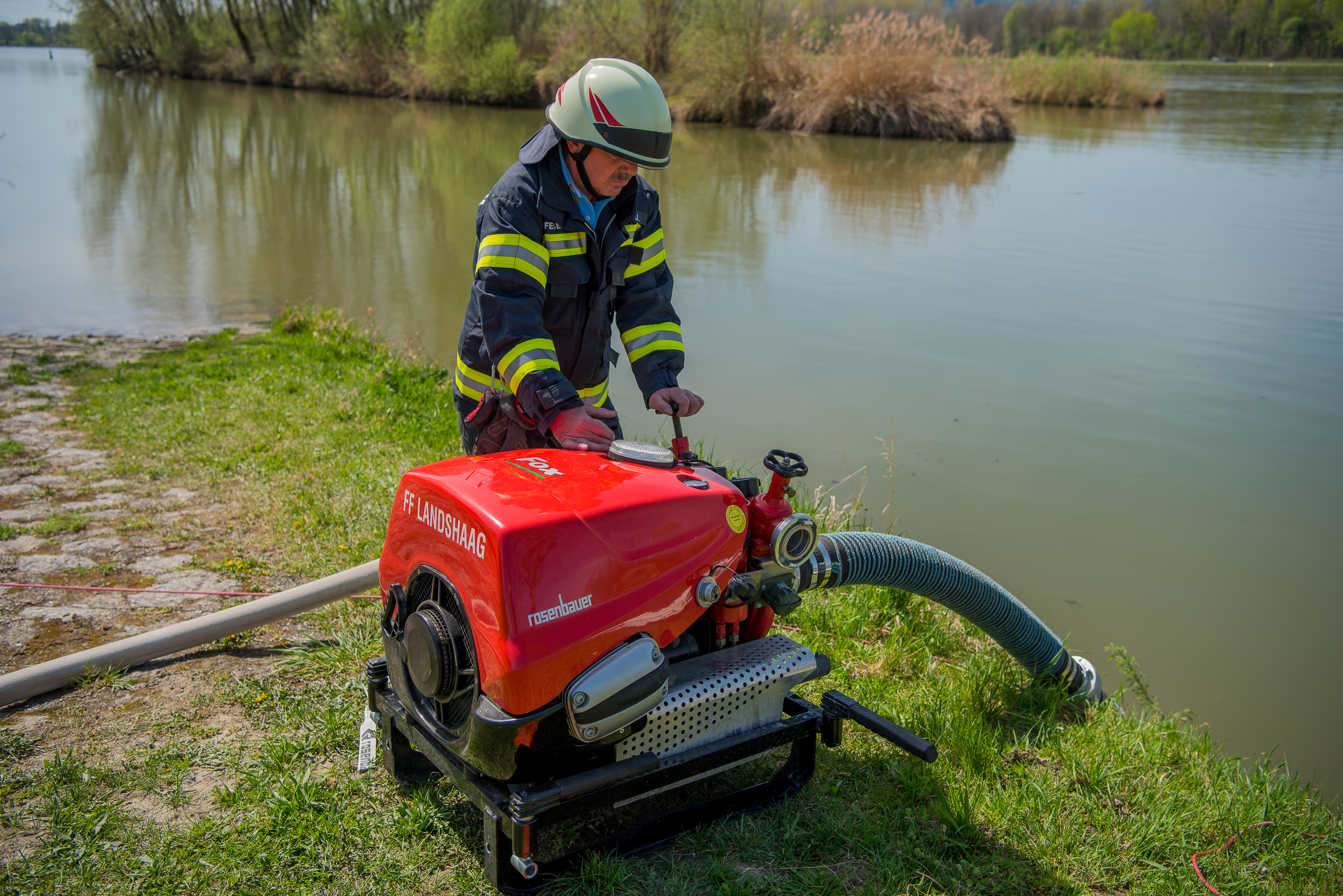
Pompă de stingere a incendiilor portabilă;
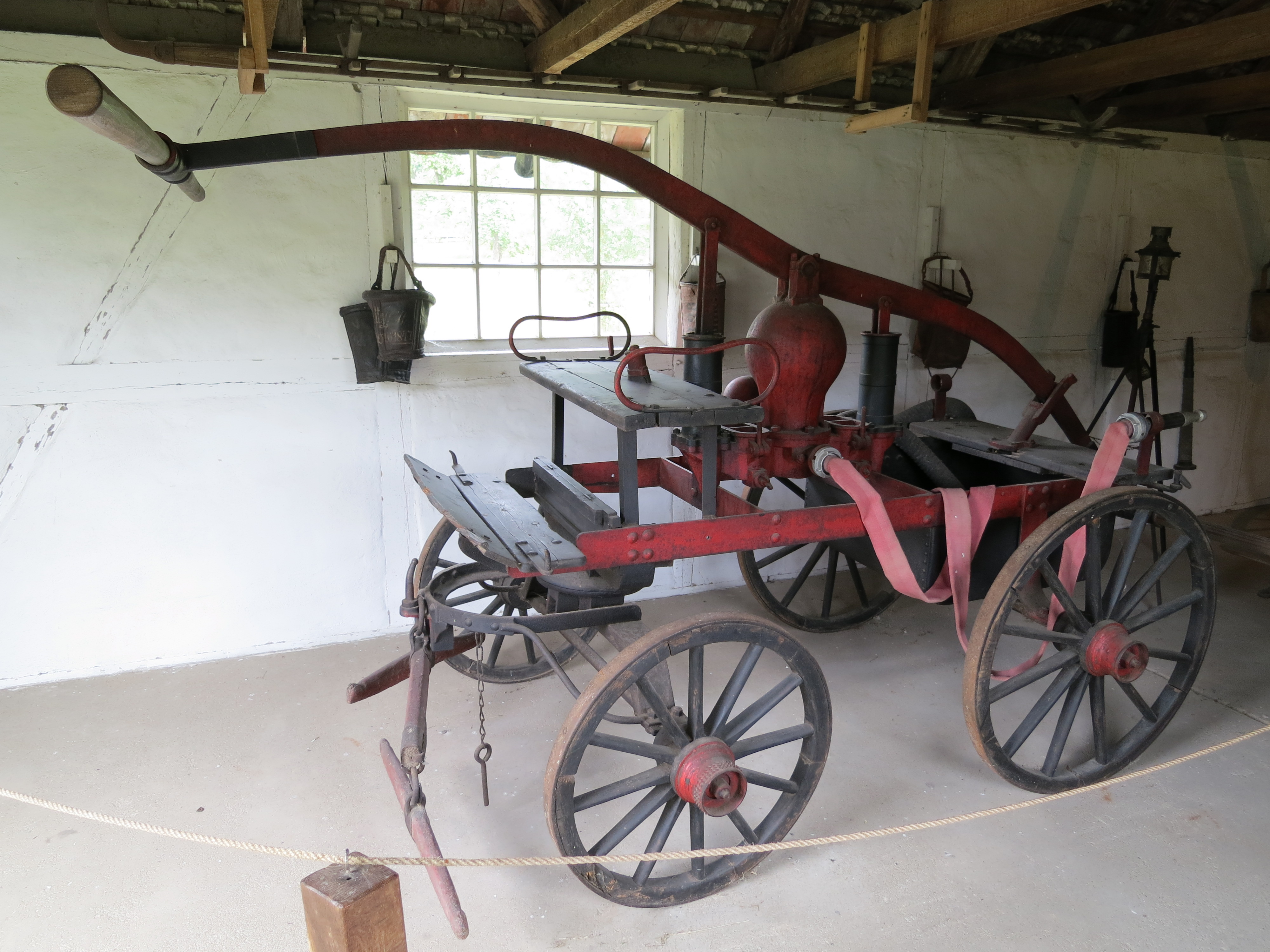
Pompă manuală de stingere a incendiilor din jurul anului 1900 trasă de cai
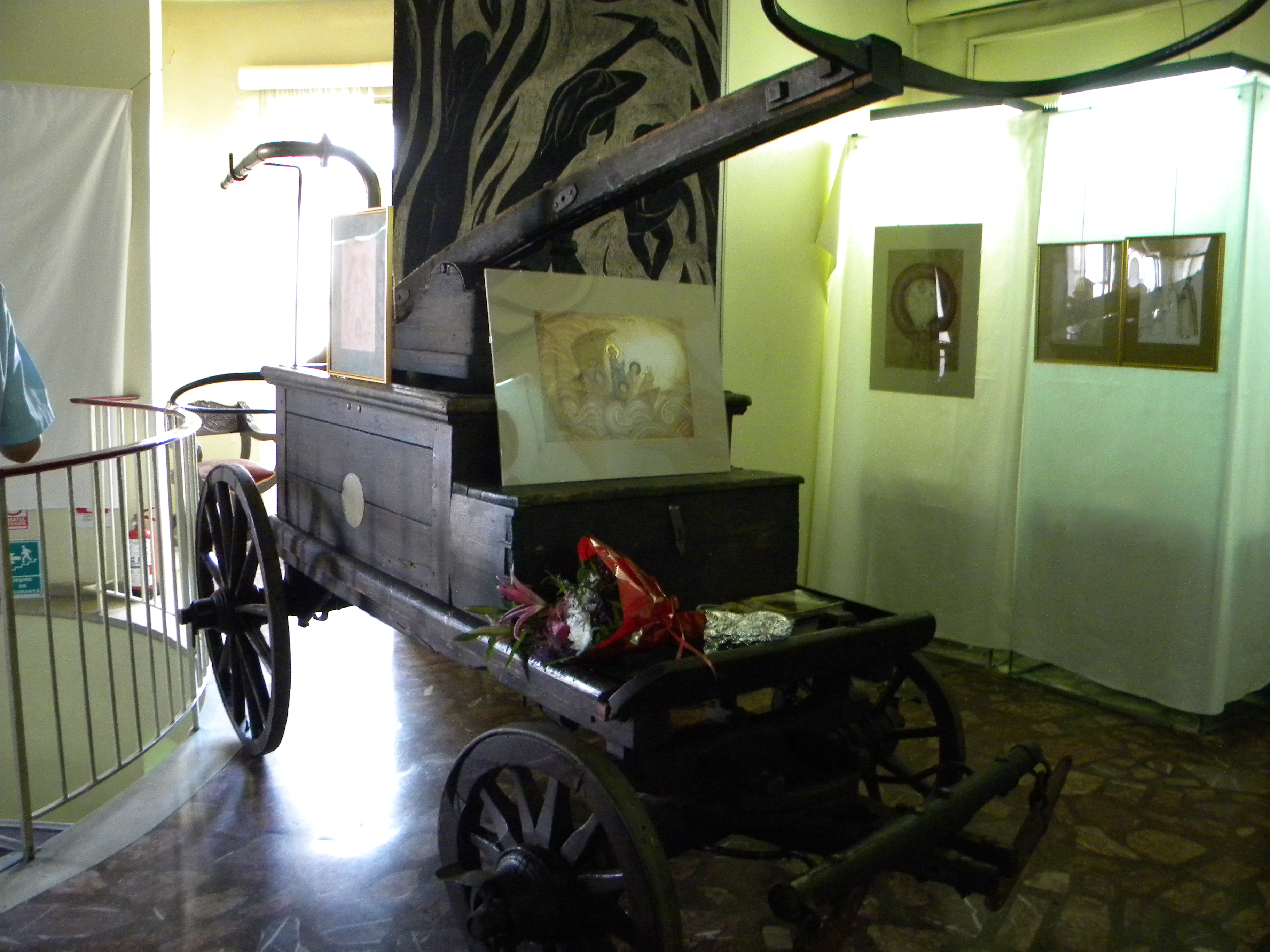
Pompă manuală de stingere a incendiilor trasă de cai la Muzeul Pompierilor București și o expoziție de picturi